# アブソリュートリー・フリー
『アブソリュートリー・フリー』（Absolutely Free）は、フランク・ザッパ率いるマザーズ・オブ・インヴェンションが1967年に発表したセカンド・アルバム。

## 解説
ドン・プレストン、バンク・ガードナー、ビリー・ムンディといった新メンバーが参加。オリジナルLPの1 Side（A面）が"Absolutely Free"、2 Side（B面）が"The M.O.I. American Pageant"と題され、それぞれの面が一つの組曲となっているコンセプト・アルバム。CD化に伴い、シングルとして発表された「ビッグ・レッグ・エマ」「ホワイ・ドンチャ・ドゥ・ミー・ライト?」の2曲が、両方の組曲に挟まれる形でボーナス・トラックとして追加収録された。
ザッパが敬愛するストラヴィンスキーのメロディが随所に引用され、「アムニージャ・ヴィヴァーチェ」では『春の祭典』、「ステイタス・バック・ベイビー」では『ペトルーシュカ』からの引用がなされている。
アルバム・ジャケットは、ザッパ自身がデザインしたコラージュ作品を使用。オリジナル・ジャケットは見開き仕様で、中ジャケットに"My Pumpkin"というキャプションと共に写っている女性は、ザッパの妻になるゲイル・スロートマン。

## 収録曲
全曲フランク・ザッパ作。8. 9.はCDボーナス・トラックで、オリジナルLPには収録されていない。
1. プラスティック・ピープル - "Plastic People" - 3:42
2. ジ・デューク・オブ・プルーンズ - "The Duke of Prunes" - 2:13
3. アムニージャ・ヴィヴァーチェ - "Amnesia Vivace" - 1:01
4. ジ・デューク・リゲインズ・ヒズ・チョップス - "The Duke Regains His Chops" - 1:52
5. コール・エニィ・ヴェジタブル - "Call Any Vegetable" - 2:15
6. インヴォケイション・アンド・リチュアル・ダンス・オブ・ザ・ヤング・パンプキン - "Invocation & Ritual Dance of the Young Pumpkin" - 7:00
7. ソフト・セル・コンクルージョン - "Soft-Sell Conclusion" - 1:40
8. ビッグ・レッグ・エマ - "Big Leg Emma" - 2:31
9. ホワイ・ドンチャ・ドゥ・ミー・ライト? - "Why Don'tcha Do Me Right?" - 2:37
10. アメリカ・ドリンクス - "America Drinks" - 1:52
11. ステイタス・バック・ベイビー - "Status Back Baby" - 2:54
12. アンクル・バーニーズ・ファーム - "Uncle Bernie's Farm" - 2:10
13. サン・オブ・スージー・クリームチーズ - "Son of Suzy Creamcheese" - 1:34
14. ブラウン・シューズ・ドント・メイク・イット - "Brown Shoes Don't Make It" - 7:30
15. アメリカ・ドリンクス&ゴーズ・ホーム - "America Drinks and Goes Home" - 2:46

## 参加ミュージシャン
- マザーズ・オブ・インヴェンション
  - フランク・ザッパ - ギター、ボーカル
  - レイ・コリンズ - ボーカル
  - ドン・プレストン - キーボード
  - ロイ・エストラーダ - ベース、ボーカル
  - ジミー・カール・ブラック - ドラムス、ボーカル
  - ビリー・ムンディ - ドラムス、ボーカル
  - バンク・ガードナー - 木管楽器
  - ジム・シャーウッド[注釈 2][7] - ギター、木管楽器、ボーカル
- その他[8][注釈 3]
  - ドン・エリス - トランペット
  - ジョン・ロテラ - パーカッション
  - パメラ・ザルビカ - ボーカル